# HD 97658
HD 97658 är en ensam stjärna belägen i den norra delen av stjärnbilden Lejonet. Den har en skenbar magnitud av ca 6,27 och är kräver åtminstone en handkikare för att kunna observeras. Baserat på parallax enligt Gaia Data Release 2 på ca 46,3 mas, beräknas den befinna sig på ett avstånd på ca 70 ljusår (ca 22 parsek) från solen. Den rör sig närmare solen med en heliocentrisk radialhastighet på ca -2 km/s.

## Egenskaper
HD 97658 är en orange till röd stjärna i huvudserien av spektralklass K1 V. Den har en massa som är ca 0,8 solmassor, en radie som är ca 0,7 solradier och har ca 0,3 gånger solens utstrålning av energi från dess fotosfär vid en effektiv temperatur av ca 5 100 K. Stjärnan är en variabel av typen planetpassage-variabel.

## Planetsystem
I november 2010 tillkännagavs, som en del av NASA-UC Eta-Earth-programmet, en superjord som kretsar kring stjärnan tillsammans med exoplaneten Gliese 785 b. Planeten har en omloppsperiod av knappt 9,5 dygn och ansågs ursprungligen ha en minsta massa på 8,2 ± 1,2 jordmassor. Ytterligare data upptogs dock mindre än ett år senare som visade en lägre massa för stjärnan och därmed minskade planetens minsta massa till 6,4 ± 0,7 jordmassor.
Det är troligt att superjorden, exoplanet HD 97658 b, har en stor stenig kärna täckt med ett tjockt lager av flyktiga ämnen, antingen ett djupt hav av vatten eller en tjock atmosfär som eventuellt består av en blandning av helium och väte. Tyngdkraften på exoplanetens yta är ca 1,6 gånger större än jordens. Överföringsspektrum för HD 97658 b taget 2020 har avslöjat närvaron av moln med upp till millibartryck. Även om ingen slutsats kan dras om atmosfärens sammansättning, erhålls bästa modellanpassning med väte-heliumatmosfär med inblandning av kolmonoxid och metan. Helium observerades dock ej 2020 vid HD 97658 b.
| Planet | Massa               | Halv storaxel (AE) | Siderisk omloppstid (d) | Excentricitet    | Inklination | Radie                 |
| ------ | ------------------- | ------------------ | ----------------------- | ---------------- | ----------- | --------------------- |
| b      | ≥7,81+0,55-0,44 M ⊕ | 0,0796 ± 0,0012    | 9,49073 ± 0,00015       | 0,03+0,034-0,021 | 89,6 ± 0,1  | 2,247+0,098-0,095 R ⊕ |